# 金特·迈尔
金特·迈尔（德語：Günther Meier，1941年7月26日—2020年11月23日），德国男子拳击运动员。他曾代表西德参加1968年和1972年夏季奥林匹克运动会拳击比赛，其中1968年奥运会获得一枚铜牌。